# The History of The Lord of the Rings
Историја Господара прстенова (енгл. The History of The Lord of the Rings) је четворотомно дело које је приредио Кристофер Толкин, а које је објављено између 1988. и 1992. године. Кристофер је ово дело саставио на основу рукописа свог оца Џ. Р. Р. Толкина, конкретно везаних за стварање романа Господар прстенова. Историја Господара прстенова обухвата шести, седми, осми и девети том Историје Средње земље.

### Наслови
Наслови томова Историје Господара прстенова потичу од одбачених наслова које је Толкин првобитно наменио појединачним „књигама” унутар Господара прстенова. Толкин је роман замислио као једну целину подељену на шест „књига” уз опширне додатке, али је издавач инсистирао на томе да се дело објави у три тома, од којих је сваки садржавао по две „књиге”, а додаци су били објављени у трећем тому (Повратак краља).
Толкинови предложени наслови за шест књига били су:
- Књига 1: Прво путовање, или прстен креће на пут
- Књига 2: Путовање деветорице, или прстен иде на југ
- Књига 3: Издаја Изенгарда
- Књига 4: Путовање носилаца прстена, или прстен иде на исток
- Књига 5: Рат за прстен
- Књига 6: Крај Трећег доба

Наслов Повратак сенке био је један од рано одбачених предлога за први том романа.

### Натписи
На првим страницама сваког тома Историје Средње земље налази се натпис у феанорским карактерима (Тенгвар, писмо које је Толкин осмислио за Високе Вилењаке), који је написао Кристофер Толкин и који описује садржај књиге.
| Том | Наслов           | Натпис |
| --- | ---------------- | --- |
| 6   | Повратак сенке   | У Повратку сенке прате се прве верзије приче о Господару прстенова. У овом тому прати се путовање хобита који је носио Велики прстен — који се у почетку звао Бинго, а касније добија име Фродо — од Хобитона у Округу, кроз Стару шуму, до Брега ветрова и Ривендала. Том се завршава пре гробнице Балина, господара патуљака у Морији. |
| 7   | Издаја Изенгарда | У Издаји Изенгарда прати се прича о Дружини прстена од Ривендала, кроз Морију и земљу Лотлоријен, све до тренутка њеног разлаза код Салембела, поред велике реке Андуин. Потом се описује повратак Гандалфа Митрандира, сусрет хобита са Фангорном, као и рат који је издајник Саруман повео против Јахача роханских.                    |
| 8   | Рат за прстен    | У Рату за прстен прати се прича о историјском догађају код Хелмовог понора и потапању Изенгарда од стране Ента. Потом се описује путовање Фрода са Семвајзом и Голумом до Моранона, сусрет са Фарамиром, степенице Кирит Унгола, Битка на Пеленорским пољима и долазак Арагорна са флотом из Амбара.                                     |
| 9   | Поражени Саурон  | У овом тому прво се прати прича о уништењу Јединственог прстена и паду Саурона на крају Трећег доба. Потом следи казивање о продору Катаклизме са Запада у расправе одређених оксфордских научника и о паду Саурона, названог Зигур, у потапању Андунеа.                                                                                 |

## Писање
Историја Господара прстенова открива спор, слојевит начин на који је Толкин стварао своје дело. Као што је Кристофер Толкин приметио у прва два тома, његов отац је на крају довео причу до Ривендала, али још увек „без јасне представе шта се налази пред њим”. Такође је запазио како се током писања Толкин често запетљавао у „паукову мрежу аргументације” — оно што је Том Шипи описао као упадање у „понекад упадљиво непотребне мреже ситних узрочности”. Тако је, на пример, лик који ће на крају постати Перегрин Тук, у низу преправки и избрисаних авантура, био називан различитим именима: Одо, Фродо, Фолко, Фарамонд, Перегрин, Хамилкар, Фредегар и Оло — а ликови су при том били припадници различитих хобитских породица као што су Бофини, Болџери и Тукови.
Тек са поглављем „Распад Дружине” дошло је до текућег и глатког писања; Кристофер је забележио да су та поглавља настала „знатно лакше него било који претходни део приче”. Након тога, Толкинов проблем више није био како да настави, већ како да изабере међу различитим верзијама појединих сцена како би постигао најбољи ефекат. Два епизоде које су детаљно разрађене у „фасцинантној студији” Поражени Саурон, али су на крају изостављене, биле су — опроштај Сарумана и церемонија доделе награда на крају књиге.

### Примарне
1. ↑  The Lord of the Rings, 2nd edition, "Foreword".
2. ↑  Tolkien 1989, стр. 18
3. ↑  Tolkien 1989, стр. 52
4. ↑  Tolkien 1989, стр. 31
5. ↑  Tolkien 1989, стр. 410 and compare pp. 411-414

### Секундарне
1. 1 2  Tom Shippey, The Road to Middle-Earth (London 1992) pp. 282-285
2. ↑  „Reviews: Sauron Defeated by JRR Tolkien (The History of The Lord of the Rings: Part 4)”. Fantasy Book Review. Приступљено 1. 2. 2021.